# Way it goes
Way it goes is een lied van de Nederlandse rapformatie SFB. Het werd in 2017 als single uitgebracht en stond in hetzelfde jaar als derde track op het album 77 nachten.

## Achtergrond
Way it goes is geschreven door Carlos Vrolijk, Francis Junior Edusei, Kaene Marica, Alejandro Boberto Hak en Jackie Nana Osei en geproduceerd door Project Money. Het is een nummer uit het genre nederhop. In het lied rappen de artiesten over hoe het leven voorbij gaat en over hun eigen leven.  De single heeft in Nederland de dubbel platina status.

## Hitnoteringen
De artiesten hadden succes met het lied in de hitlijsten van Nederland. Het piekte op de vierde plaats van de Nederlandse Single Top 100 en stond 23 weken in deze hitlijst. De Nederlandse Top 40 werd niet bereikt; het kwam hier tot de tweede plaats van de Tipparade.